# 施洛斯贝格
施洛斯贝格是奥地利施蒂利亚州莱布尼茨县的一个市镇。总面积29.31平方公里，总人口1160人，人口密度39.6人/平方公里（2005年）。